# Майкъл Блумбърг
Майкъл Рубенс Блумбърг (на английски: Michael Rubens Bloomberg) (14 февруари 1942 г., Брайтън, район Бостън, Масачузетс, САЩ) е предприемач, 108-ият кмет на Ню Йорк Сити. Името му фигурира сред класацията на най-заможните хора по света според версията на Forbes – към 5 май 2018 г. той заема 11-о място със състояние от 50,4 млрд. долара.
Блумбърг е учредител и притежател на информационната агенция Bloomberg.
Участва в предварителните избори на Демократическата партия за президентските избори през 2020 г.

## Биография
Майкъл Блумбърг е роден в еврейско семейство на 14 февруари 1942 г. Баща му, Шарлът Блумбърг, е роден на 2 януари 1909 г. в Челси, Масачузетс, в семейство на руски евреин имигрант. Първоначално семейството живее в Алстън, Масачузетс, след това се местят в Бруклин, Масачузетс, но впоследствие се установяват трайно в предградията на Бостън.
Майкъл Блумбърг завършва университета „Джонс Хопкинс“ през 1964 г. След това постъпва в Харвард за магистър по бизнес администрация (master of business administration, MBA).
През 1975 г. се жени за Сюзън Браун. Имат две дъщери (Ема, р. 1979, и Джорджия, р. 1983). Майкъл Блумбърг се развежда със Сюзън Браун (оставайки добри приятели) и от 2000 г. има връзка с Диана Тейлър – бивша директорка на нюйоркската общинска банка. През 2003 г. двете му дъщери участват в документалния филм Born Rich, свързан с живота на деца от богати семейства.

## За него
- Brash, Julian. Bloomberg's New York: Class and Governance in the Luxury City (University of Georgia Press; 2010) 344 p.
- Brash, Julian. „The ghost in the machine: the neoliberal urban visions of Michael Bloomberg.“ Journal of Cultural Geography 29.2 (2012): 135 – 153.
- David, Greg. Modern New York: The Life and Economics of a City (2012).
- Klein, Richard. „Nanny Bloomberg.“ Society 51.3 (2014): 253 – 257, Regarding the „nanny state“
- Purnick, Joyce. Mike Bloomberg: Money, Power, Politics (2009)